# Années 1990 en France
Pour des articles plus généraux, voir Années 1990, Histoire de la France sous la Cinquième République et Chronologie de la France sous la Ve République.

## 1991
- 15 mai : nomination d'Édith Cresson au poste de Premier ministre

## 1992
- 2 avril : nomination de Pierre Bérégovoy au poste de Premier ministre
- 20 septembre : référendum sur l'approbation du traité de Maastricht

## 1993
L'année 1993 est marquée par la victoire de la droite aux élections législatives. Le 29 mars, Édouard Balladur est nommé premier ministre. Charles Pasqua revient au ministère de l'Intérieur.
Le 1er mai, les autorités annoncent le suicide de Pierre Bérégovoy. Aujourd'hui encore, les circonstances de la mort de l'ancien premier ministre semblent toujours controversées, la thèse de l'assassinat n'étant pas écartée par certains journalistes.

## 1994
Le mois de mars est marqué par le mouvement contre le Contrat d'Insertion Professionnelle (CIP). Le CIP prévoyait de rémunérer les jeunes de moins de 25 ans à 80 % du SMIC. Après un mois de mouvements sociaux et de manifestations, le premier ministre, Édouard Balladur, a été contraint de retirer son projet.

## 1995
- 23 avril : premier tour de l'élection présidentielle.
- 7 mai : deuxième tour. Élection de Jacques Chirac au mandat de Président de la République.
- 17 mai : nomination d'Alain Juppé au poste de Premier ministre

## 1996
Apparition du « mouvement des sans-papiers ».

## 1997
Après dissolution de l'Assemblée Nationale par Jacques Chirac le 21 avril, la gauche plurielle remporte les élections législatives des 25 mai et 1er juin : Lionel Jospin est nommé Premier Ministre.

## 1998
- Vote de la loi des 35 heures
- 12 juillet: victoire de l'équipe de France lors du mondial 98.

## 1999
- 8 janvier : publication du bilan des régularisations d'étrangers lancée en 1997 : 80 000 dossiers acceptés, 63 000 rejetés et un millier de cas encore en instance.
- 3 mars : ratification du traité d'Amsterdam par l'Assemblée nationale
- 17 mars : ratification du traité d'Amsterdam par le Sénat
- 24 mars : très grave incendie dans le tunnel du Mont-Blanc, il y a une quarantaine de morts. le trafic est interrompu pour de longs mois, et le débat sur les transports routiers et le ferroutage est relancé en France
- 28 juin : le congrès vote la loi sur la parité hommes femmes en politique.
- 11 août : une éclipse totale de Soleil traverse le nord de la France.
- 13 octobre : après un an de discussion passionnée, et des négociations, la gauche réussit à faire adopter son pacte civil de solidarité (PACS)
- 12 décembre : naufrage de l'Erika au large de Penmarc'h avec 37 000 tonnes de fioul, provoquant une marée noire sur les côtes bretonne, vendéenne et charentaise. La Loire-Atlantique est particulièrement touchée.
- 26 et 28 décembre : les tempêtes Lothar et Martin causent d'importants dégâts avec des vents atteignant les 180 km/h. Le bilan est lourd pour le pays : plus de 90 morts, 6 milliards d'euros d'indemnités versés par les assurances, 1 million d'hectares de forêts ravagés.